# Tomandandy
Tomandandy is een Noord-Amerikaans filmcomponist duo van voornamelijk elektronische muziek.
Tomandandy is afgeleid van de huidige leden Tom Hajdu en Andy Milburn. Milburn is geboren in Texas en studeerde aan de Princeton-universiteit, waar hij Hajdu ontmoette die daar ook bezig was met zijn studie. Hajdu is geboren in Canada. Na de studie verhuisde Hajdu en Milburn naar New York en later naar Los Angeles met het componeren en produceren van muziek voor commercials, televisieprogrammas en speelfilms. Een van de eerste soundtracks van het duo was de film Killing Zoe die in oktober 1993 in première ging op het Raindance Film Festival. Het duo had onder meer een samenwerking met de zangers Peter Gabriel, Lou Reed en David Byrne. Tijdens de Fangoria Chainsaw Awards in 2009 haalde Tomandandy de tweede plaats met de muziek van de film The Strangers.

## Filmografie
- 1993: Killing Zoe
- 1997: Going All the Way
- 2000: Waking the Dead (met Scott Shields)
- 2002: The Mothman Prophecies
- 2002: The Rules of Attraction
- 2004: Mean Creek
- 2004: Home of Phobia (aka: Freshman Orientation)
- 2005: Love, Ludlow (met James Kole)
- 2006: Right at Your Door
- 2006: The Hills Have Eyes
- 2006: The Covenant
- 2007: P2
- 2008: Sleep Dealer
- 2008: The Strangers
- 2008: The Echo
- 2009: The Good Guy
- 2010: Resident Evil: Afterlife
- 2010: And Soon the Darkness
- 2010: The Details
- 2011: I Melt with You
- 2012: Citadel
- 2012: The Apparition
- 2012: Resident Evil: Retribution
- 2013: Blaze you Out
- 2014: Animal
- 2014: Innocence
- 2014: Girl House
- 2014: 7 Minutes
- 2015: H8RZ
- 2015: Sinister 2
- 2016: Havenhurst
- 2016: The Monster
- 2017: 47 Meters Down
- 2017: Wish Upon
- 2019: Le Chant du loup
- 2019: The Silence
- 2019: 47 Meters Down: Uncaged

## Overige producties

### Televisiefilms
- 1995: Mr. Stitch
- 2004: Meltdown
- 2004: Anonymous Rex
- 2011: Indentity
- 2013: Anatomy of Violence

### Televisieseries
- 2013: Family Tools

### Documentaires
- 2000: No Maps for These Territories
- 2003: Faster
- 2011: Fastest
- 2011: Charge
- 2015: Hitting the Apex
- 2016: City of Joy
- 2019: The Infiltrators